# Tradescantia zebrina
Tradescantia zebrina, anteriorment coneguda com a Zebrina pendula, és una espècie de planta originària de l'est de Mèxic. Es fa servir com planta d'interior. Tradescantia zebrina té fulles amb el patró de les ratlles de les zebres. És una planta ornamental que es multiplica per esqueixos, es pot fer servir per a cobrir el sòl. A la regió de Tabasco, se'n fa una infusió coneguda com a matali i a la Xina es fa servir com a lubricant. Per una repetida manipulació pot produir dermatitis per contacte, especialment per contacte amb la saba que és clara i aquosa.